# 야율살랄적
야율살랄적(耶律撒剌的, ? ~ ?)은 당나라 시대 거란 질랄부(迭剌部)의 족장(夷离)이었다. 야율균덕식의 넷째 아들이자 야율아보기의 아버지이며, 질랄부의 주민들을 통솔해 철광석을 제련하는 일을 맡았다. 요 태조가 요나라를 건립한 이후 선간황제(宣簡皇帝) 덕조(德祖)라 추숭하였다.

## 가족

### 아내
- 선간황후 소씨(宣簡皇后 蕭氏)

### 아들
- 야율아보기(耶律阿保機)
- 야율랄갈(耶律剌葛)
- 야율질랄(耶律迭剌)
- 야율인저석(耶律寅底石)
- 야율안단(耶律安端)
- 야율소(耶律蘇)

## 참고 문헌
- 《요사(遼史)》